# 神さま聞いてる? これが私の生きる道?!
『神さま聞いてる? これが私の生きる道?!』（原題：Are You There God? It's Me, Margaret.）は、1970年のジュディ・ブルームの同名小説を原作とし、ケリー・フレモン・クレイグが脚本・監督を務めた2023年のアメリカ合衆国のコメディドラマ映画。
本作は、2023年4月23日にサンフランシスコ国際映画祭で世界初公開され、2023年4月28日にライオンズゲート・フィルムズの配給でアメリカで劇場公開された。好評を博し、世界中で2,100万ドルの収益を上げた。日本では劇場公開されず、2024年2月21日からデジタル配信が開始された。

## キャスト
| 役名                   | 俳優                           | 日本語吹替   |
| ---------------------- | ------------------------------ | ------------ |
| マーガレット・サイモン | アビー・ライダー・フォートソン | 陶山恵実里   |
| バーバラ・サイモン     | レイチェル・マクアダムス       | 坂本真綾     |
| シルヴィア・サイモン   | キャシー・ベイツ               | 小宮和枝     |
| ナンシー・ウィーラー   | エル・グレアム                 | 川井田夏海   |
| ハーブ・サイモン       | ベニー・サフディ               | 岡本幸輔     |
| モリス・ビナモン       | ウィルバー・フィッツジェラルド | 大下昌之     |
| ムース・フリード       | エイダン・ウォジタク=ヒソン    | 柴田あいばん |
| フレディ・バーネット   | ジェコビ・スウェイン           | 南野こころ   |
| ナレーター             |                                | おまたかな   |

- 日本語吹替版その他出演：砂田理子、依田菜津、石黒史剛、内海祐紀、林大地、伊吹茅紘、松本沙羅、廣田悠美、井上明子
- 日本語吹替版制作スタッフ 演出：宇出喜美、翻訳：伊藤美穂、調整：酒井義征、制作：ACクリエイト

## 製作
主要撮影は2021年4月1日にノースカロライナ州シャーロットで始まった。撮影は5月下旬にノースカロライナ州コンコードでも行われ、2021年6月に終了した。ハンス・ジマーが音楽を担当した。

## 公開
本作は2023年4月23日にサンフランシスコ国際映画祭でワールドプレミア上映され、2023年4月28日にライオンズゲート・フィルムズによって公開された。当初は2022年9月16日に公開される予定だった。

## 評価
本作はアメリカとカナダで2,040万ドル、その他の地域で110万ドルの興行収入を上げ、全世界で合計2,150万ドルの興行収入を記録した。